# 薩弗內恩
薩弗內恩是瑞士的城鎮，位於該國中西部，由伯恩州負責管轄，面積5.62平方公里，四成半土地是農業用地，海拔高度436米，2011年人口1,873，人口密度每平方公里333人。